# Peter Gasser (Mediziner)
Peter Gasser (* 1960) ist ein Schweizer Psychiater und Psychotherapeut.

## Leben und Wirken
Gasser studierte von 1980 bis 1986 Medizin an den Universitäten Freiburg im Üechtland und Bern und absolvierte 1986 das Staatsexamen in Bern. Ein Jahr später wurde er bei Theodor Abelin in Bern promoviert. Nach Jahren als Assistenzarzt an der Medizinischen Klinik des Bürgerspitals Solothurn, der Psychiatrischen Universitäts-Poliklinik Bern und der Kantonalen Psychiatrischen Klinik Solothurn erlangte er 1992 den Titel eines Facharztes FMH für Psychiatrie und Psychotherapie. Von 1992 bis 1996 arbeitete er als Oberarzt bei der Kantonalen Psychiatrischen Klinik Solothurn. Gasser hat Aus- und Weiterbildungen in Problemorientierter Therapie, Kontextueller Familientherapie, Psycholytischer Psychotherapie und Bioenergetischer Analyse absolviert. Seit 1997 arbeitet er in einer eigenen Praxis in Solothurn.
Seit 1997 ist er Präsident der 1985 auf Anregung von Peter Baumann gegründeten Schweizerischen Aerztegesellschaft für Psycholytische Therapie. Von 2005 bis 2013 war er Präsident der Gesellschaft für Psychiatrie und Psychotherapie des Kantons Solothurn.
Gasser wurde durch seine legale LSD-Therapie bekannt.